# 電訊足球隊
電訊足球會（PCCW-HKT Telephone Ltd，簡稱電訊），原名電話，是香港電話公司屬下的足球隊，1988年香港電話公司與大東電報局(香港)合併後，改名電訊。曾經是一支香港甲組足球聯賽球隊。

## 球隊歷史
1965–66年球季，電話奪得香港丙組足球聯賽冠軍，得以升上乙組作賽。翌屆（1966–67年度），電話奪得香港乙組足球聯賽冠軍，首次升上香港甲組足球聯賽作賽。
電話升上甲組後，成績一直只是處於中下游，1974–75年，電話在甲組 13 支球隊中名列包尾，在甲組角逐了八個球季後，宣告降回乙組，並且至今未再能重返甲組。
1975-76年度，電話於香港乙組足球聯賽 12 支球隊中名列包尾，降落丙組作賽。

## 球隊近況
2008–09年球季，電訊在香港丙組(甲)足球聯賽，19 戰 7 勝 5 和 7 負得 26 分，位列第 9 名。
2016–17年球季，排尾2，丙組聯賽出局。
2017–18年球季只踢工商盃比賽。

## 球會榮譽
| 乙組聯賽 冠軍 | 1 | 1966–67年 |
| 丙組聯賽 冠軍 | 1 | 1965–66年 |

## 著名球員
- 劉添、葉振發、盧國華、羅北、郭銳剛、李圳業 。

## 外部連結
- 香港足球總會網頁球會資料